# Landeskreditanstalt Meiningen

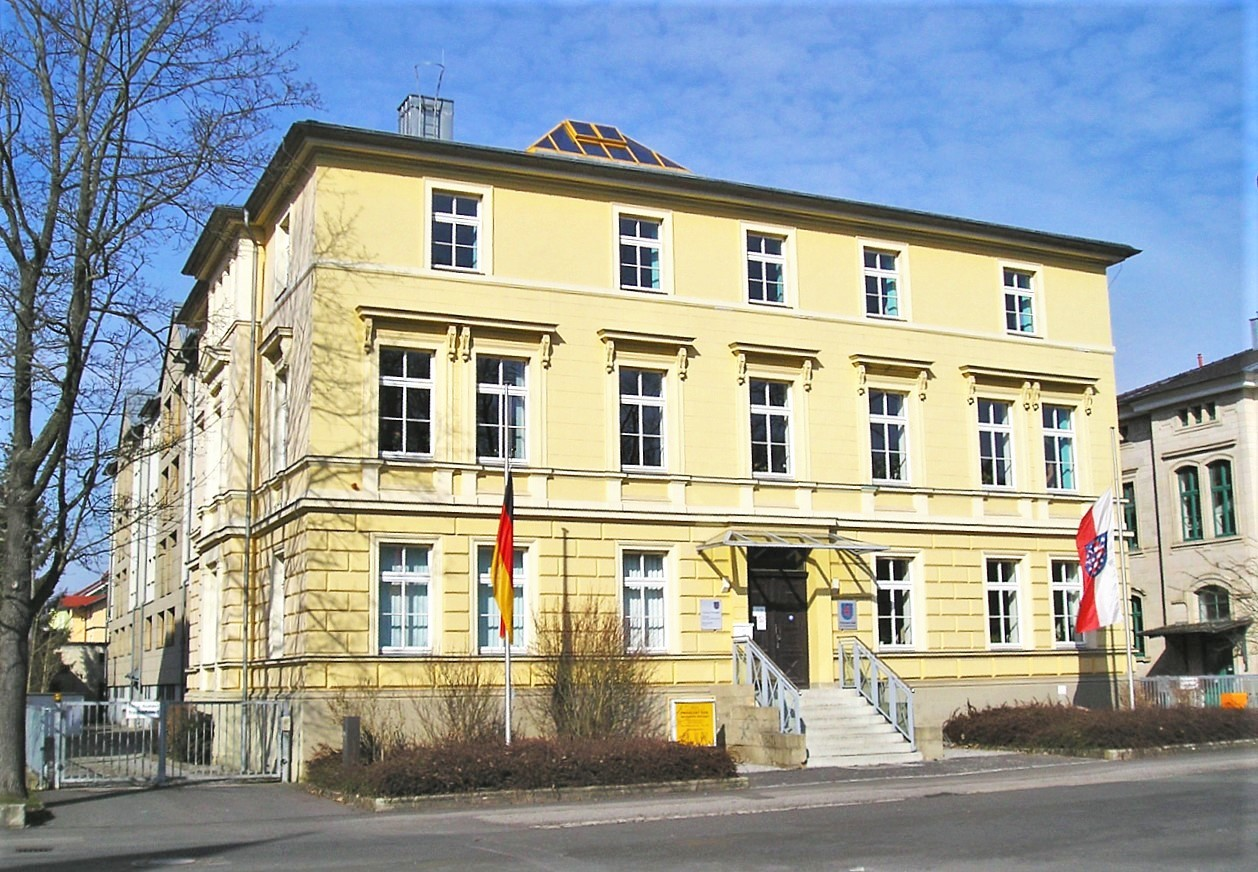
Sitz der Landeskreditanstalt in Meiningen, Charlottenstraße von 1863 bis 1923

Die herzogliche Landeskreditanstalt Meiningen war ein staatliches Kreditinstitut im Herzogtum Sachsen-Meiningen.

## Geschichte
Die Landeskreditanstalt Meiningen wurde am 25. August 1849 durch eine Verordnung des Herzogs Bernhard II. in Meiningen gegründet. Der Sitz befand sich im Landschaftsgebäude auf dem Meininger Markt. Die Landeskreditanstalt war ein Staatsinstitut mit selbständiger Kasse und Kassenverwaltung und genoss weiterhin die Rechte der Staatskasse. Das Geschäftsfeld war zunächst auf die Förderung von Landwirtschaft und Gewerbe ausgerichtet, in dem man Privatpersonen und Gemeinden beispielsweise für die Ablösung von grundherrlichen Lasten, nach Not- und Unglücksfällen oder zur Abtragung von Schulden zinsgünstige Darlehen gewährte. Weiterhin bot das Kreditinstitut Unternehmer und Kassenverwaltungen die Möglichkeit, disponible Gelder in Wertpapieren anzulegen. Die Landeskreditanstalt gewährte bis 1853 schon 2035 Darlehen, 1855 waren es bereits 4354 Darlehen. Sehr bald fungierte die Landeskreditanstalt auch als Hypothekenbank des Herzogtums Sachsen-Meiningen.
1863 zog die Landeskreditanstalt in ein neues Gebäude in die Charlottenstraße am Englischen Garten in direkter Nachbarschaft zur Deutschen Hypothekenbank und der Mitteldeutschen Creditbank. 1923 ging die Landeskreditanstalt Meiningen in eine Filiale der Thüringischen Staatsbank auf und nahm ihren Sitz im Kleinen Palais in der Bernhardstraße. Von 1946 bis 1950 gehörte sie zur Landeskreditbank Thüringen. Zu den Geschäftsführern gehörten unter anderen die Bankleute Ludwig Blomeyer (1849–1861), Georg Wilhelm Sebaldt (1866–1896), Andreas Cronacher (1896–1900) und W. Jahn (1900–1915).